# Rubén Machado
Rubén Machado (Buenos Aires, Argentina, 1929 - ibídem, 12 de julio de 1999) fue un locutor, periodista, productor, director y empresario argentino.

## Carrera
Rubén Machado fue uno de los más importantes locutores de la radiofonía argentina, uno de los más apasionados y entendidos en lo referido a la radio.
Se inició como cadete en 1946 en Radio Excelsior, actividad que alternaba con la de cronista de cine en distintos medios gráficos.
Entre otras actividades se desempeñó como compaginador, programador musical, conductor y productor radial, vicepresidente del Bureau Argentino de Radio, del que había sido su primer titular, ocupó funciones ejecutivas en el ámbito publicitario y fue director general de Radio Rivadavia y de  Radio Municipal, cargo que ocupó hasta el momento de su fallecimiento.
Creó y condujo por varios años el programa Escalera a la fama junto al cómico chileno Tato Cifuentes. También se desempeñó como coordinador general de programación de Canal 11.
Trabajó con figuras como Tito Franco, Alberto Alejandrino, Carlos Medina y Jorge Beillard.
Fue director comercial y artístico en Radio Del Plata (1970 a 1975), Radio Buenos Aires (1984) y Radio El Mundo y FM Horizonte (1991 a 1995).
Fue el creador del programa radial Escala Musical que logró mantenerse dos décadas en el aire por Excelsior, desde 1950.

## Fallecimiento
Tras una prolongada enfermedad, el multifuncional Machado falleció a los 70 años en la Capital Federal el 12 de julio de 1999. Sus restos descansan en el Cementerio de La Tablada.